# Папирус 1
Папирус 1 (Gregory-Aland), условное обозначение: {\displaystyle {\mathfrak {P}}}1 — фрагмент папирусного Кодекса Нового Завета, на греческом языке, содержащий текст Евангелия от Матфея (1,1-9.12.14-20). Рукопись датирована началом III века.

## Особенности рукописи
Текст на листе расположен в одну колонку, 27-29 строк на страницу.
Греческий текст рукописи отражает Александрийский тип текста. Рукопись отнесена к I категории Аланда.
Рукопись хранится в Пенсильванском университете (E 2746), в Филадельфии.